# Gymnostomum lessonii
Gymnostomum lessonii là một loài rêu trong họ Pottiaceae. Loài này được Besch. mô tả khoa học đầu tiên năm 1891.